# Francis Ngannou
Francis Ngannou (født 5. september 1986 Batié i Cameroun) er en camerounsk-fransk tidligere professionel MMA-udøver, der konkurrerede i heavyweight-divisionen af Ultimate Fighting Championship (UFC) fra 2015 til 2023. 27 marts, 2021, vandt han UFC heavyweight titlen. Han forlod UFC i januar 2023 da han ikke kunne forhandle en kontrakt han var tilfreds med og forlod derfor organisationen og bliver frataget sin Titel som UFC champion.

## Baggrund
Da han reflekterede på sin rejse gennem kontinenter og sin beslutning om at blive MMA-kæmpere, sagde Ngannou:
| Citat | When I started, I had nothing. Nothing. I needed everything. But when you start [to earn money], you starting collecting things: I want this, I want this, I want that. The purpose is not collecting things, though. The purpose is to do something great. Finish the dream you started. I want to help my family, first, of course, but then I want to give opportunity to children in my country like me who have a dream to become a doctor or something. If I reach my dream, it will give me the opportunity to help those in my country who have their own dreams and nothing else to fulfill them. I want to give some opportunity for children like me who dream of this sport and don’t have an opportunity like me. The last time I was in Cameroon, I brought a lot of materials for boxing and MMA to open a gym. Now I just bought a big space to start the gym, as well. A lot of children now in Cameroon, because of me, they have a dream. They say, ‘I will be a champion in MMA. I will do boxing like Francis,’ because they saw me when I was young. I didn’t have anything. I didn’t have any opportunity. And today, they see me, and they are dreaming. They are thinking that something is possible. Even when they are so poor, something is possible in life. … It's not easy. It's so hard, but it's possible. | Citat |
|       | |       |

Ngannou er flersproget. Han taler flere sprog, herunder Ngemba, fransk og engelsk. Han har lært engelsk efter at deltage i UFC.

## MMA-karriere
Ngannou startede sin MMA karriere i November 2013 og kæmpede for det meste i den franske organisation 100% Fight, samt andre regionale organisationer i Europa.

### Ultimate Fighting Championship
Ngannou fik sin UFC debut mod nybegynderen Luis Henrique den 19. December 2015 på UFC on Fox 17. Han vandt kampen via knockout i anden omgang.
Ngannou mødte herefter UFC-nybegynderen Curtis Blaydes den 10. april 2016, på UFC Fight Night 86. Han vandt kampen via TKO, da lægerne stoppede kampen efter 2. omgang.
I sin næste kamp, mødte Ngannou en anden nybegynder i Bojan Mihajlović den 23 juli 2016, på UFC on Fox 20. Han vandt kampen via TKO i første omgang. Ngannou mødte Anthony Hamilton den 9. december 2016, på UFC Fight Night 102. Han vandt kampen via submission i første omgang, og fik sin første UFC Performance of the Night bonus.
Ngannou kæmpede mod Stipe Miocic om UFC's Heavyweight titel den 20 .januar 2018 på UFC 220. Han tabte kampen via enstemmig afgørelse.
Ngannou mødte Junior dos Santos den 29. juni, 2019 på UFC on ESPN 3. Han vandt kampen via teknisk knockout i første omgang. Denne kamp tildelte ham Performance of the Night award.
Ngannou var planlagt til at møde Jairzinho Rozenstruik den 28. marts, 2020 på UFC on ESPN 8. På grund af den 2019-20 coronavirus pandemien, blev begivenhed til sidst udskudt . De blev omlagt til at mødes 18. april, 2020 på UFC 249. Men 9. april, meddelte UFC formanden Dana White at denne begivenhed blev udskudt, og kampen fandt i sidste ende sted den 9. maj 2020. Ngannou vandt via knockout på bare 20 sekunder i første omgang. Denne sejr gav ham Performance of the Night bonusen.

## Privatliv
Ngannou er grundlægger af Francis Ngannou Foundation, der kører den første kamp sport fitness i sit hjemland Cameroun, der sigter mod at tilbyde faciliteter for unge mennesker om at forfølge deres drømme i sport.

## Mesterskaber og resultater
- Ultimate Fighting Championship
  - Performance of the Night (Fem gange) vs. Anthony Hamilton, Andrei Arlovski, Curtis Blaydes, Junior dos Santos og Jairzinho Rozenstruik [19][33][34][24][31]
- Bleacher Report
  - 2017 Knockout of the Year vs. Alistair Overeem[35]
- ESPN
  - 2017 Knockout of the Year vs. Alistair Overeem[36]
- Orakel Arena
  - 2017 Knockout of the Year vs. Alistair Overeem[37]
- MMA Fighting / SB Nation
  - 2017 Knockout of the Year vs. Alistair Overeem[38]
  - 2017 Breakthrough Fighter of the Year[39]
- MMAjunkie.com
  - Knockout of the Year vs. Alistair Overeem[40]
- MMADNA.nl
  - 2017 Knockout of the Year [41]
- Verden MMA Awards
  - 2017 Knockout of the Year vs. Alistair Overeem[42]

## MMA-statistik
| Resultat | Stat | Modstander            | Metode               | Arrangement                           | Dato               | Omgang | Tid  | Sted                        | Bemærk.                                 |
| -------- | ---- | --------------------- | -------------------- | ------------------------------------- | ------------------ | ------ | ---- | --------------------------- | --------------------------------------- |
| Sejr     | 15-3 | Jairzinho Rozenstruik | KO                   | UFC 249                               | 9. maj 2020        | 1      | 0:20 | Jacksonville, Florida, USA  | Tildelt prisen Performance of the Night |
| Sejr     | 14-3 | Junior dos Santos     | TKO                  | UFC on ESPN 3                         | 29. juni 2019      | 1      | 1:11 | Minneapolis, Minnesota, USA |                                         |
| Sejr     | 13-3 | Cain Velasquez        | KO                   | UFC on ESPN 1                         | 17. februar 2019   | 1      | 0:26 | Phoenix, Arizona, USA       |                                         |
| Sejr     | 12-3 | Curtis Blaydes        | TKO                  | UFC Fight Night 141                   | 24. november 2018  | 1      | 0:45 | Beijing, Kina               | Tildelt prisen Performance of the Night |
| Nederlag | 11-3 | Derrick Lewis         | Afgørelse(enstemmig) | UFC 226                               | 7. juli 2018       | 3      | 5:00 | Las Vegas, Nevada, USA      | Tildelt prisen Performance of the Night |
| Nederlag | 11-2 | Stipe Miocic          | Afgørelse(enstemmig) | UFC 220                               | 20. januar 2018    | 5      | 5:00 | Boston, Massachusetts, USA  | Titelkamp i heavyweight                 |
| Sejr     | 11-1 | Alistair Overeem      | KO                   | UFC 218                               | 2. december 2017   | 1      | 1:42 | Detroit, Michigan, USA      |                                         |
| Sejr     | 10-1 | Andrei Arlovski       | TKO                  | UFC on Fox 23                         | 28. januar 2017    | 1      | 1:32 | Denver, Colorado, USA       | Tildelt prisen Performance of the Night |
| Sejr     | 9-1  | Anthony Hamilton      | Submission           | UFC Fight Night 102                   | 9. december 2016   | 1      | 1:57 | Albany, New York, USA       | Tildelt prisen Performance of the Night |
| Sejr     | 8-1  | Bojan Mihajlovic      | Submission           | UFC on Fox 20                         | 23. juli 2016      | 1      | 1:34 | Chicago, Illinois, USA      |                                         |
| Sejr     | 7-1  | Curtis Blaydes        | TKO                  | UFC Fight Night 86                    | 10. april 2016     | 2      | 5:00 | Zagreb, Kroatien            |                                         |
| Sejr     | 6-1  | Luis Henrique         | KO                   | UFC on Fox 17                         | 19. december 2015  | 2      | 2:53 | Orlando, Florida, USA       |                                         |
| Sejr     | 5-1  | William Baldutti      | TKO                  | KHK MMA National Tryouts: Finale 2015 | 28. maj 2015       | 2      | 1:22 | Madinat Isa, Bahrain        |                                         |
| Sejr     | 4-1  | Luc Ngeleka           | Submission           | SHC 10: Carvalho vs. Belo             | 20. september 2014 | 1      | 0:44 | Genève, Schweiz             |                                         |
| Sejr     | 3-1  | Nicolas Specq         | Submission           | 100% Fight 20: Comeback               | 5. april 2014      | 2      | 2:10 | Levallois, Frankrig         |                                         |
| Sejr     | 2-1  | Bilal Tahtahi         | KO                   | 100% Fight 20: Comeback               | 5. april 2014      | 1      | 3:58 | Levallois, Frankrig         |                                         |
| Nederlag | 1-1  | Zoumana Cisse         | Afgørelse(enstemmig) | 100% Fight: Contenders 21             | 14. december 2013  | 2      | 5:00 | Paris, Frankrig             |                                         |
| Sejr     | 1-0  | Rachid Benzina        | Submission           | 100% Fight: Contenders 20             | 30. november 2013  | 1      | 1:44 | Paris, Frankrig             |                                         |